# Янгайоки
Янгайоки (в верховье Пяйваоя, в нижнем течении Варайоки, устар. Янга-еки, устар. Пио-оя) — река в России, протекает по территории Калевальского района Карелии. Длина реки — 12 км.
Река берёт начало из озера Пяйваярви на высоте 101,5 м над уровнем моря под названием Пяйваоя. Далее река протекает через озёра Мамаярви, Куйвъярви, Янгаярви и Вараярви.

И под именем Варайоки впадает в озеро Куроярви, через которое протекает река Кемь, на высоте 89,2 метра над уровнем моря.

## Данные водного реестра
По данным государственного водного реестра России относится к Баренцево-Беломорскому бассейновому округу, водохозяйственный участок реки — Кемь от Юшкозерского гидроузла до Кривопорожского гидроузла. Речной бассейн реки — бассейны рек Кольского полуострова и Карелии, впадает в Белое море.
Код водного объекта — 02020000912102000004294.